# 그리스와 덴마크의 왕자 크리스토폴로스
그리스와 덴마크의 왕자 크리스토폴로스(그리스어: Χριστόφορος, 1888년 8월 10일 ~ 1940년 1월 21일)는 그리스의 요르요스 1세의 다섯째 아들이자 막내로, 그의 일생 동안 여러 차례 그리스의 왕좌를 차지하고 빼앗긴 왕조에 속했다. 그의 인생의 많은 부분은 해외에서 살았다. 요르요스 1세와 올가 왕비의 막내 아들이자 콘스탄티노스 1세의 동생이다.